# Evonne Goolagong
Evonne Fay Goolagong Cawley (ur. 31 lipca 1951 w Griffith) – australijska tenisistka, 7-krotna zwyciężczyni zawodów zaliczanych do Wielkiego Szlema. W 1988 uhonorowana miejscem w Międzynarodowej Tenisowej Galerii Sławy. 19 czerwca 1975 roku w Londynie Goolagong wyszła za mąż za byłego brytyjskiego juniorskiego tenisistę Rogera Cawleya i od tego momentu używa dwóch nazwisk.
W roku 2007 WTA dopatrzyło się nieścisłości w prowadzonym rankingu. Okazało się, że po wygraniu turnieju w Filadelfii w 1976 roku Evonne wyprzedziła Chris Evert o 0,8 punktu. Tym samym stała się drugą w kolejności i szesnastą historycznie liderką rankingu federacji WTA.
Tenisistka australijska miała dwie przerwy macierzyńskie, po pierwszej wygrywała trzy turnieje wielkoszlemowe, przez co zalicza się do wąskiego grona „Matek – Mistrzyń wielkoszlemowych”. Córkę, Kelly Inala, urodziła 12 maja 1977 roku, a sześć miesięcy później zwyciężyła w singlu i deblu podczas grudniowego Australian Open 1977. Syna, Morgana Kiema, urodziła 29 maja 1981 roku, lecz po powrocie nie osiągnęła już aż tak spektakularnych wyników.

## Życiorys
Urodziła się jako trzecie z ośmiorga dzieci Kena i Melindy Goolagong, wędrownego hodowcy owiec i gospodyni domowej, obojga wywodzących się z australijskich Aborygenów Wiradjuri. Dorastała w małym miasteczku Barellan w Nowej Południowej Walii. Mimo uprzedzeń, jakich doświadczali ówcześnie Aborygeni w Australii, kilkuletnia Evonne zaczęła grać w tenisa dzięki jednemu z mieszkańców miasteczka, Billowi Kurtzmanowi, który zauważył ją zaglądającą przez ogrodzenie kortów i umożliwił grę. Nastoletnią zdolną tenisistkę wypatrzyli asystenci Vica Edwardsa, właściciela dużej szkoły tenisa w Sydney. Edwards w 1965 pojechał do Barellan i po obejrzeniu Goolagong w akcji dostrzegł jej potencjał i przekonał jej rodziców, by pozwolili jej przenieść się do Sydney. Tam Evonne zamieszkała z rodziną Edwardsa, który został jej prawnym opiekunem, trenerem i menedżerem, zaczęła uczęszczać do Willoughby Girls High School, gdzie zdała maturę w 1968. W wieku 15 lat wystąpiła w mistrzostwach Nowej Południowej Walii, a w styczniu 1968, po występie w mistrzostwach Australii momencie została sklasyfikowana jako najlepsza juniorka stanu.
W 1967 wystąpiła w pierwszym turnieju wielkoszlemowym – Australian Championships, dochodząc do 3. rundy. Pierwszy występ wielkoszlemowy poza Australią to 1970 rok i Wimbledon, gdzie wygrała jeden mecz. Już w następnym roku zagrała w finale Australian Open i przed ukończeniem 20 lat zwyciężyła we French Open i Wimbledonie. Po tych osiągnięciach została Australijką Roku 1971.

## Statystyki
- łączna liczba zwycięstw w singlu – 704
- łączna liczba porażek w singlu – 164
- liczba zdobytych tytułów w singlu – 68 (w tym 7 wielkoszlemowych)
- liczba zdobytych tytułów w deblu – 11
- łączna suma zarobionych na korcie pieniędzy – 1 399 431 dolarów

## Zdobyte tytuły mistrzowskie w singlu
- 1970 – Southport, Hampstead, Newport-Wales, Hoylake, Leicester, Monachium
- 1971 – French Open, Wimbledon, NSW Sydney Hardcourts, Christchurch, Sutton, Guildford, Midland Open, Melbourne, Hilversum, Dewar-Edinburgh, Dewar-Torquay
- 1972 – Adelaide (styczeń), Perth, South African Open, Bournemouth, Dublin, Canadian Open, Sydney, Melbourne, Adelaide (grudzień)
- 1973 – B&H New Zealand, US Indoors, Italian Open, Lee-on-Solent, Cincinnati, Canadian Open, Charlotte, Japan Open, Hilton Head Invitational
- 1974 – Australian Open, Virginia Slims Championships, VS Denver, Queensland, NSW Sydney, New Zealand Open
- 1975 – Australian Open, New Zealand Open, VS Detroit, Sydney-NSW
- 1976 – Australian Open, Virginia Slims Championships, VS Chicago, VS Akron, VS Dallas, VS Boston, VS Philadelphia, World Invitational Hilton Head
- 1977 – Australian Open, Colgate Sydney, Melbourne, NSW Sydney
- 1978 – VS Hollywood, VS Dallas, VS Boston, Beckenham, Surbtion, Chichester
- 1979 – US Indoors, Florida Federal Open, Beckenham, Chichester
- 1980 – Wimbledon

## Historia występów wielkoszlemowych
Legenda
     W, wygrany turniej
     F, przegrana w finale
     SF, przegrana w półfinale
     QF, przegrana w ćwierćfinale
     xR, przegrana w x rundzie
      A, brak startu
     NH, turniej się nie odbył
Turniej Australian Open odbył się dwukrotnie w 1977 roku (styczeń i grudzień), za to nie został rozegrany w 1986.
     Początek Ery Open

### Występy w grze pojedynczej
| Australian Open        | 3R                          | 3R                          |                             | 2R                          | QF                          | F | F  | F  | W  | W | W | A | W | A  | A  | 2R | QF | 2R | A  | 4 / 14 (4 / 12) | 41 – 10 (37 – 8)    |  |  |  |  |  |  |  |  |  |  |  |  |  |  |  |  |
| French Open            | A                           |                             | A                           | A                           | A                           | W | F  | SF | A  | A | A | A | A | A  | A  | A  | A  | A  | 3R | 1 / 4           | 16 – 3              |  |  |  |  |  |  |  |  |  |  |  |  |  |  |  |  |
| Wimbledon              | A                           |                             | A                           | A                           | 2R                          | W | F  | SF | QF | F | F | A | A | SF | SF | W  | A  | 2R | A  | 2 / 11          | 49 – 9              |  |  |  |  |  |  |  |  |  |  |  |  |  |  |  |  |
| US Open                | A                           |                             | A                           | A                           | A                           | A | 3R | F  | F  | F | F | A | A | A  | QF | A  | A  | A  | A  | 0 / 6           | 26 – 6              |  |  |  |  |  |  |  |  |  |  |  |  |  |  |  |  |
|                        |                             |                             |                             |                             |                             |   |    |    |    |   |   |   |   |    |    |    |    |    |    |                 |                     |  |  |  |  |  |  |  |  |  |  |  |  |  |  |  |  |
| Ranking na koniec roku | Ranking nie był publikowany | Ranking nie był publikowany | Ranking nie był publikowany | Ranking nie był publikowany | Ranking nie był publikowany | 2 | 6  | 3  | 2  | 5 | 2 | – | – | 3  | 4  | 5  | –  | 27 | 37 | 7 / 35 (7 / 33) | 132 – 28 (128 – 26) |  |  |  |  |  |  |  |  |  |  |  |  |  |  |  |  |

### Występy w grze podwójnej
| Australian Open        | A                           | 2R                          |                             | A                           | A                           | W                           | SF                          | SF                          | W                           | W                           | W                           | A                           | W                           | A                           | A                           | A                           | QF                          | A                           | A                           | 5 / 9 (5 / 8)   | 23 – 4 (22 – 3)   |  |  |  |  |  |  |  |  |  |  |  |  |  |  |  |  |
| French Open            | A                           |                             | A                           | A                           | A                           | SF                          | A                           | 2R                          | A                           | A                           | A                           | A                           | A                           | A                           | A                           | A                           | A                           | A                           | 2R                          | 0 / 3           | 4 – 2             |  |  |  |  |  |  |  |  |  |  |  |  |  |  |  |  |
| Wimbledon              | A                           |                             | A                           | A                           | 3R                          | F                           | 2R                          | SF                          | W                           | 2R                          | 3R                          | A                           | A                           | 3R                          | A                           | A                           | A                           | A                           | 1R                          | 1 / 9           | 21 – 7            |  |  |  |  |  |  |  |  |  |  |  |  |  |  |  |  |
| US Open                | A                           |                             | A                           | A                           | A                           | A                           | SF                          | SF                          | SF                          | 2R                          | A                           | A                           | A                           | A                           | A                           | A                           | A                           | A                           | A                           | 0 / 4           | 10 – 4            |  |  |  |  |  |  |  |  |  |  |  |  |  |  |  |  |
|                        |                             |                             |                             |                             |                             |                             |                             |                             |                             |                             |                             |                             |                             |                             |                             |                             |                             |                             |                             |                 |                   |  |  |  |  |  |  |  |  |  |  |  |  |  |  |  |  |
| Ranking na koniec roku | Ranking nie był publikowany | Ranking nie był publikowany | Ranking nie był publikowany | Ranking nie był publikowany | Ranking nie był publikowany | Ranking nie był publikowany | Ranking nie był publikowany | Ranking nie był publikowany | Ranking nie był publikowany | Ranking nie był publikowany | Ranking nie był publikowany | Ranking nie był publikowany | Ranking nie był publikowany | Ranking nie był publikowany | Ranking nie był publikowany | Ranking nie był publikowany | Ranking nie był publikowany | Ranking nie był publikowany | Ranking nie był publikowany | 6 / 25 (6 / 24) | 58 – 17 (57 – 16) |  |  |  |  |  |  |  |  |  |  |  |  |  |  |  |  |

### Występy w grze mieszanej
| Australian Open | A | A |   | A | Turniej nie był rozgrywany | Turniej nie był rozgrywany | Turniej nie był rozgrywany | Turniej nie był rozgrywany | Turniej nie był rozgrywany | Turniej nie był rozgrywany | Turniej nie był rozgrywany | Turniej nie był rozgrywany | Turniej nie był rozgrywany | Turniej nie był rozgrywany | Turniej nie był rozgrywany | Turniej nie był rozgrywany | Turniej nie był rozgrywany | Turniej nie był rozgrywany | 0 / 0 | 0 – 0  |  |  |  |  |  |  |  |  |  |  |  |  |  |  |  |
| French Open     | A |   | A | A | A                          | A                          | W                          | A                          | A                          | A                          | A                          | A                          | A                          | A                          | A                          | A                          | A                          | A                          | 1 / 1 | 5 – 0  |  |  |  |  |  |  |  |  |  |  |  |  |  |  |  |
| Wimbledon       | A |   | A | A | QF                         | 3R                         | F                          | A                          | QF                         | 3R                         | A                          | A                          | A                          | SF                         | 2R                         | A                          | 1R                         | A                          | 0 / 8 | 17 – 8 |  |  |  |  |  |  |  |  |  |  |  |  |  |  |  |
| US Open         | A |   | A | A | A                          | A                          | A                          | A                          | A                          | A                          | A                          | A                          | A                          | A                          | A                          | A                          | A                          | A                          | 0 / 0 | 0 – 0  |  |  |  |  |  |  |  |  |  |  |  |  |  |  |  |
|                 |   |   |   |   |                            |                            |                            |                            |                            |                            |                            |                            |                            |                            |                            |                            |                            |                            |       |        |  |  |  |  |  |  |  |  |  |  |  |  |  |  |  |
|                 |   |   |   |   |                            |                            |                            |                            |                            |                            |                            |                            |                            |                            |                            |                            |                            |                            | 1 / 9 | 22 – 8 |  |  |  |  |  |  |  |  |  |  |  |  |  |  |  |

## Finały turniejów WTA
| Legenda                | Legenda |
| ---------------------- | ------- |
| Wielki Szlem           |         |
| Igrzyska olimpijskie   |         |
| WTA Tour Championships |         |
| 1971 – 1987            |         |
| Virginia Slims Circuit |         |
| Grand Prix Series      |         |
| Colgate Series         |         |

### Gra pojedyncza 123 (70–53)
| Końcowy wynik | Nr  | Data                 | Turniej            | Nawierzchnia    | Przeciwniczka          | Wynik finału                                                   |
| ------------- | --- | -------------------- | ------------------ | --------------- | ---------------------- | -------------------------------------------------------------- |
| Finalistka    | 1.  | 13 października 1968 | Launceston         | Ceglana         | Karen Krantzcke        | 1:6, 1:6                                                       |
| Zwyciężczyni  | 1.  | 11 lipca 1970        | Newport            | Trawiasta       | Patti Hogan            | 6:0, 8:6                                                       |
| Zwyciężczyni  | 2.  | 18 lipca 1970        | Hoylake            | Trawiasta       | Kerry Melville         | 2:6, 6:2, 6:1                                                  |
| Finalistka    | 2.  | 31 sierpnia 1970     | Kitzbühel          | Ceglana         | Helga Niessen Masthoff | 5:7, 3:6                                                       |
| Zwyciężczyni  | 3.  | 5 listopada 1970     | Toowoomba          | Ceglana         | Margeret Tesch         | 6:3, 7:5                                                       |
| Zwyciężczyni  | 4.  | 16 listopada 1970    | Brisbane           | Trawiasta       | Kristien Kemmer        | 6:3, 6:2                                                       |
| Zwyciężczyni  | 5.  | 1 stycznia 1971      | Christchurch       | Trawiasta       | Betty Stöve            | 6:1, 6:4                                                       |
| Finalistka    | 3.  | 14 stycznia 1971     | Australian Open    | Trawiasta       | Margaret Court         | 6:2, 6:7, 5:7                                                  |
| Zwyciężczyni  | 6.  | 1 lutego 1971        | Melbourne          | Trawiasta       | Margaret Court         | 7:6(3), 7:6(2)                                                 |
| Finalistka    | 4.  | 7 marca 1971         | Auckland           | Trawiasta       | Margaret Court         | 6:3, 6:7, 2:6                                                  |
| Finalistka    | 5.  | 17 kwietnia 1971     | Johannesburg       | Twarda          | Margaret Court         | 3:6, 1:6                                                       |
| Zwyciężczyni  | 7.  | 1 maja 1971          | Sutton             | Ceglana         | Joyce Barclay-Williams | 7:5, 2:6, 6:3                                                  |
| Finalistka    | 6.  | 22 maja 1971         | Bournemouth        | Ceglana         | Margaret Court         | 5:7, 1:6                                                       |
| Zwyciężczyni  | 8.  | 6 czerwca 1971       | French Open        | Ceglana         | Helen Gourlay Cawley   | 6:3, 7:5                                                       |
| Zwyciężczyni  | 9.  | 3 lipca 1971         | Wimbledon          | Trawiasta       | Margaret Court         | 6:4, 6:1                                                       |
| Finalistka    | 7.  | 11 lipca 1971        | Dublin             | Trawiasta       | Margaret Court         | 3:6, 6:2, 3:6                                                  |
| Zwyciężczyni  | 10. | 24 lipca 1971        | Leicester          | Trawiasta       | Patti Hogan            | 6:2, 6:4                                                       |
| Zwyciężczyni  | 11. | 1 sierpnia 1971      | Hilversum          | Ceglana         | Christina Sandberg     | 8:6, 6:3                                                       |
| Finalistka    | 8.  | 15 sierpnia 1971     | Toronto            | Ceglana         | Françoise Durr         | 4:6, 2:6                                                       |
| Zwyciężczyni  | 12. | 18 października 1971 | Edynburg           | Dywanowa (hala) | Françoise Durr         | 6:0, 6:4                                                       |
| Finalistka    | 9.  | 7 listopada 1971     | Aberavon           | Dywanowa (hala) | Virginia Wade          | 6:7, 3:6                                                       |
| Zwyciężczyni  | 13. | 14 listopada 1971    | Torquay            | Dywanowa (hala) | Françoise Durr         | 6:1, 6:0                                                       |
| Zwyciężczyni  | 14. | 12 grudnia 1971      | Brisbane           | Trawiasta       | Helen Gourlay Cawley   | 6:2, 7:6                                                       |
| Zwyciężczyni  | 15. | 19 grudnia 1971      | Brisbane           | Ceglana         | Mona Schallau          | 6:3, 7:5                                                       |
| Finalistka    | 10. | 3 stycznia 1972      | Australian Open    | Trawiasta       | Virginia Wade          | 4:6, 4:6                                                       |
| Zwyciężczyni  | 16. | 9 stycznia 1972      | Sydney             | Trawiasta       | Virginia Wade          | 6:1, 7:6(4)                                                    |
| Zwyciężczyni  | 17. | 23 stycznia 1972     | Adelaide           | Trawiasta       | Olga Morozowa          | 7:6(4), 6:3                                                    |
| Zwyciężczyni  | 18. | 6 lutego 1972        | Perth              | Trawiasta       | Olga Morozowa          | 6:2, 7:5                                                       |
| Zwyciężczyni  | 19. | 9 kwietnia 1972      | Johannesburg       | Twarda          | Virginia Wade          | 4:6, 6:3, 6:0                                                  |
| Zwyciężczyni  | 20. | 14 maja 1972         | Bournemouth        | Ceglana         | Helga Niessen Masthoff | 6:0, 6:4                                                       |
| Zwyciężczyni  | 21. | 20 maja 1972         | Guildford          | Ceglana         | Joyce Barclay-Williams | 7:5, 6:2                                                       |
| Finalistka    | 11. | 3 czerwca 1972       | French Open        | Ceglana         | Billie Jean King       | 3:6, 3:6                                                       |
| Finalistka    | 12. | 10 czerwca 1972      | Nottingham         | Trawiasta       | Billie Jean King       | opady deszczu, B.J.King nagrodzona po wynikach z fazy grupowej |
| Finalistka    | 13. | 9 lipca 1972         | Wimbledon          | Trawiasta       | Billie Jean King       | 3:6, 3:6                                                       |
| Zwyciężczyni  | 22. | 15 lipca 1972        | Dublin             | Trawiasta       | Pat Walkden-Pretorius  | 2:6, 6:1, 6:2                                                  |
| Zwyciężczyni  | 23. | 23 lipca 1972        | Hoylake            | Trawiasta       | Betty Stöve            | tytuł wspólny, mecz nie odbył się                              |
| Finalistka    | 14. | 6 sierpnia 1972      | Cincinnati         | Ceglana         | Margaret Court         | 6:3, 2:6, 5:7                                                  |
| Finalistka    | 15. | 13 sierpnia 1972     | Indianapolis       | Ceglana         | Chris Evert            | 6:7(2), 1:6                                                    |
| Zwyciężczyni  | 24. | 20 sierpnia 1972     | Toronto            | Ceglana         | Virginia Wade          | 6:3, 6:1                                                       |
| Zwyciężczyni  | 25. | 26 listopada 1972    | Melbourne          | Trawiasta       | Patricia Coleman       | 6:7, 6:2, 6:2                                                  |
| Zwyciężczyni  | 26. | 3 grudnia 1972       | Brisbane           | Trawiasta       | Glynis Coles           | 6:0, 7:5                                                       |
| Finalistka    | 16. | 9 grudnia 1972       | Perth              | Trawiasta       | Margaret Court         | 3:6, 2:6                                                       |
| Zwyciężczyni  | 27. | 17 grudnia 1972      | Adelaide           | Trawiasta       | Kerry Harris           | 6:1, 6:2                                                       |
| Finalistka    | 17. | 1 stycznia 1973      | Australian Open    | Trawiasta       | Margaret Court         | 4:6, 5:7                                                       |
| Finalistka    | 18. | 7 stycznia 1973      | Sydney             | Trawiasta       | Margaret Court         | 6:4, 3:6, 8:10                                                 |
| Zwyciężczyni  | 28. | 14 stycznia 1973     | Auckland           | Trawiasta       | Marilyn Pryde          | 6:0, 6:1                                                       |
| Finalistka    | 19. | 11 marca 1973        | Dallas             | Dywanowa (hala) | Virginia Wade          | 4:6, 1:6                                                       |
| Zwyciężczyni  | 29. | 18 marca 1973        | Boston             | Dywanowa (hala) | Virginia Wade          | 6:4, 6:4                                                       |
| Finalistka    | 20. | 8 kwietnia 1973      | Sarasota           | Ceglana         | Chris Evert            | 3:6, 2:6                                                       |
| Finalistka    | 21. | 15 kwietnia 1973     | Miami              | Ceglana         | Chris Evert            | 6:3, 3:6, 2:6                                                  |
| Finalistka    | 22. | 22 kwietnia 1973     | St. Petersburg     | Ceglana         | Chris Evert            | 2:6, 6:0, 4:6                                                  |
| Finalistka    | 23. | 13 maja 1973         | Bournemouth        | Ceglana         | Virginia Wade          | 4:6, 4:6                                                       |
| Zwyciężczyni  | 30. | 19 maja 1973         | Lee-on-Solent      | Ceglana         | Pat Walkden-Pretorius  | 6:3, 6:2                                                       |
| Zwyciężczyni  | 31. | 10 czerwca 1973      | Rzym               | Ceglana         | Chris Evert            | 7:6(6), 6:0                                                    |
| Finalistka    | 24. | 23 czerwca 1973      | Londyn             | Trawiasta       | Olga Morozowa          | 2:6, 3:6                                                       |
| Finalistka    | 25. | 15 lipca 1973        | Düsseldorf         | Ceglana         | Helga Niessen Masthoff | 4:6, 4:6                                                       |
| Zwyciężczyni  | 32. | 22 lipca 1973        | Kitzbühel          | Ceglana         | Olga Morozowa          | tytuł wspólny, mecz nie odbył się                              |
| Zwyciężczyni  | 33. | 12 sierpnia 1973     | Cincinnati         | Ceglana         | Chris Evert            | 6:2, 7:5                                                       |
| Zwyciężczyni  | 34. | 26 sierpnia 1973     | Toronto            | Ceglana         | Helga Niessen Masthoff | 7:6(2), 6:4                                                    |
| Finalistka    | 26. | 8 września 1973      | US Open            | Trawiasta       | Margaret Court         | 6:7, 7:5, 2:6                                                  |
| Zwyciężczyni  | 35. | 16 września 1973     | Charlotte          | Ceglana         | Jewgienija Biriukowa   | 6:2, 6:0                                                       |
| Zwyciężczyni  | 36. | 17 października 1973 | Tokio              |                 | Helga Niessen Masthoff | 6:3, 6:4                                                       |
| Finalistka    | 27. | 25 listopada 1973    | Johannesburg       | Twarda          | Chris Evert            | 3:6, 3:6                                                       |
| Zwyciężczyni  | 37. | 16 grudnia 1973      | Perth              | Trawiasta       | Kerry Harris           | 7:6, 6:1                                                       |
| Zwyciężczyni  | 38. | 1 stycznia 1974      | Australian Open    | Trawiasta       | Chris Evert            | 7:6(5), 4:6, 6:0                                               |
| Finalistka    | 28. | 6 stycznia 1974      | Sydney             | Trawiasta       | Karen Krantzcke        | 2:6, 3:6                                                       |
| Zwyciężczyni  | 39. | 13 stycznia 1974     | Auckland           | Trawiasta       | Ann Kiyomura           | 6:3, 6:1                                                       |
| Finalistka    | 29. | 14 kwietnia 1974     | Sarasota           | Ceglana         | Chris Evert            | 4:6, 0:6                                                       |
| Finalistka    | 30. | 8 września 1974      | US Open            | Trawiasta       | Billie Jean King       | 6:3, 3:6, 5:7                                                  |
| Zwyciężczyni  | 40. | 29 września 1974     | Denver             | Dywanowa (hala) | Chris Evert            | 7:5, 3:6, 6:4                                                  |
| Zwyciężczyni  | 41. | 20 października 1974 | Los Angeles        | Dywanowa (hala) | Chris Evert            | 6:3, 6:4                                                       |
| Zwyciężczyni  | 42. | 30 listopada 1974    | Brisbane           | Trawiasta       | Cynthia Sieler-Doerner | 6:1, 6:2                                                       |
| Finalistka    | 31. | 8 grudnia 1974       | Adelaide           | Trawiasta       | Olga Morozowa          | 6:7, 6:2, 2:6                                                  |
| Zwyciężczyni  | 43. | 22 grudnia 1974      | Sydney             | Trawiasta       | Margaret Court         | 6:2, 6:4                                                       |
| Zwyciężczyni  | 44. | 1 stycznia 1975      | Australian Open    | Trawiasta       | Martina Navrátilová    | 6:3, 6:2                                                       |
| Zwyciężczyni  | 45. | 12 stycznia 1975     | Auckland           | Trawiasta       | Linda Mottram          | 6:2, 7:5                                                       |
| Zwyciężczyni  | 46. | 23 lutego 1975       | Detroit            | Dywanowa (hala) | Margaret Court         | 6:3, 3:6, 6:3                                                  |
| Finalistka    | 32. | 9 marca 1975         | Boston             | Dywanowa (hala) | Martina Navrátilová    | 2:6, 6:4, 3:6                                                  |
| Finalistka    | 33. | 5 lipca 1975         | Wimbledon          | Trawiasta       | Billie Jean King       | 0:6, 1:6                                                       |
| Finalistka    | 34. | 9 września 1975      | US Open            | Ceglana         | Chris Evert            | 7:5, 4:6, 2:6                                                  |
| Finalistka    | 35. | 14 września 1975     | Hilton Head Island | Ceglana         | Chris Evert            | 1:6, 1:6                                                       |
| Finalistka    | 36. | 19 września 1975     | Tokio              | Dywanowa (hala) | Margaret Court         | 7:6(4), 1:6, 5:7                                               |
| Finalistka    | 37. | 26 października 1975 | Charlotte          | Ceglana         | Martina Navrátilová    | 6:4, 2:6, 5:7                                                  |
| Finalistka    | 38. | 16 listopada 1975    | Londyn             | Dywanowa (hala) | Virginia Wade          | 3:6, 2:6                                                       |
| Zwyciężczyni  | 47. | 21 grudnia 1975      | Sydney             | Trawiasta       | Sue Barker             | 6:2, 6:4                                                       |
| Zwyciężczyni  | 48. | 4 stycznia 1976      | Australian Open    | Trawiasta       | Renáta Tomanová        | 6:2, 6:2                                                       |
| Finalistka    | 39. | 9 stycznia 1976      | Austin             | Twarda          | Chris Evert            | 3:6, 6:7                                                       |
| Zwyciężczyni  | 49. | 2 lutego 1976        | Chicago            | Dywanowa (hala) | Virginia Wade          | 3:6, 6:3, 6:2                                                  |
| Zwyciężczyni  | 50. | 8 lutego 1976        | Akron              | Dywanowa (hala) | Virginia Wade          | 6:2, 3:6, 6:2                                                  |
| Finalistka    | 40. | 29 lutego 1976       | Sarasota           | Ceglana         | Chris Evert            | 3:6, 0:6                                                       |
| Finalistka    | 41. | 7 marca 1976         | San Francisco      | Dywanowa (hala) | Chris Evert            | 5:7, 6:7(2)                                                    |
| Zwyciężczyni  | 51. | 21 marca 1976        | Dallas             | Dywanowa (hala) | Martina Navrátilová    | 6:1, 6:1                                                       |
| Zwyciężczyni  | 52. | 28 marca 1976        | Boston             | Dywanowa (hala) | Virginia Wade          | 6:2, 6:0                                                       |
| Zwyciężczyni  | 53. | 4 kwietnia 1976      | Filadelfia         | Dywanowa (hala) | Chris Evert            | 6:3, 7:6(3)                                                    |
| Zwyciężczyni  | 54. | 18 kwietnia 1976     | Los Angeles        | Dywanowa (hala) | Chris Evert            | 6:3, 5:7, 6:3                                                  |
| Finalistka    | 42. | 3 lipca 1976         | Wimbledon          | Trawiasta       | Chris Evert            | 0:6, 4:6                                                       |
| Finalistka    | 43. | 11 września 1976     | US Open            | Ceglana         | Chris Evert            | 3:6, 0:6                                                       |
| Zwyciężczyni  | 55. | 10 października 1976 | Hilton Head        | Ceglana         | Virginia Wade          | 6:3, 6:4                                                       |
| Finalistka    | 44. | 1 października 1977  | Hilton Head        | Ceglana         | Virginia Wade          | 4:6, 7:6, 3:6                                                  |
| Zwyciężczyni  | 56. | 20 listopada 1977    | Sydney             | Trawiasta       | Kerry Reid             | 6:1, 6:3                                                       |
| Zwyciężczyni  | 57. | 27 listopada 1977    | Melbourne          | Trawiasta       | Wendy Turnbull         | 6:4, 6:1                                                       |
| Zwyciężczyni  | 58. | 17 grudnia 1977      | Sydney             | Trawiasta       | Sue Barker             | 6:2, 6:3                                                       |
| Zwyciężczyni  | 59. | 31 grudnia 1977      | Australian Open    | Trawiasta       | Helen Gourlay Cawley   | 6:3, 6:0                                                       |
| Zwyciężczyni  | 60. | 15 stycznia 1978     | Hollywood          | Dywanowa (hala) | Wendy Turnbull         | 6:2, 6:3                                                       |
| Finalistka    | 45. | 5 lutego 1978        | Chicago            | Dywanowa (hala) | Martina Navrátilová    | 7:6(4), 2:6, 2:6                                               |
| Zwyciężczyni  | 61. | 12 marca 1978        | Dallas             | Dywanowa (hala) | Tracy Austin           | 4:6, 6:0, 6:2                                                  |
| Zwyciężczyni  | 62. | 19 marca 1978        | Boston             | Dywanowa (hala) | Chris Evert            | 4:6, 6:1, 6:4                                                  |
| Finalistka    | 46. | 2 kwietnia 1978      | Oakland            | Dywanowa (hala) | Martina Navrátilová    | 6:7(0), 4:6                                                    |
| Zwyciężczyni  | 63. | 29 maja 1978         | Surbiton           | Trawiasta       | Winnie Shaw            | 6:1, 6:1                                                       |
| Zwyciężczyni  | 64. | 11 czerwca 1978      | Beckenham          | Trawiasta       | Laura duPont           | 6:4, 6:2                                                       |
| Zwyciężczyni  | 65. | 18 czerwca 1978      | Chichester         | Trawiasta       | Pam Teeguarden         | 6:4, 6:4                                                       |
| Zwyciężczyni  | 66. | 10 czerwca 1979      | Beckenham          | Trawiasta       | Pam Shriver            | 6:3, 6:2                                                       |
| Zwyciężczyni  | 67. | 16 czerwca 1979      | Chichester         | Trawiasta       | Sue Barker             | 6:1, 6:4                                                       |
| Finalistka    | 47. | 12 sierpnia 1979     | Indianapolis       | Ceglana         | Chris Evert            | 4:6, 3:6                                                       |
| Finalistka    | 48. | 16 września 1979     | Tokio              | Twarda          | Billie Jean King       | 4:6, 5:7                                                       |
| Zwyciężczyni  | 68. | 7 października 1979  | Minneapolis        | Dywanowa (hala) | Dianne Fromholtz       | 6:3, 6:4                                                       |
| Zwyciężczyni  | 69. | 28 października 1979 | Tampa              | Twarda          | Virginia Wade          | 6:0, 6:3                                                       |
| Finalistka    | 49. | 17 lutego 1980       | Oakland            | Dywanowa (hala) | Martina Navrátilová    | 1:6, 6:7(4)                                                    |
| Finalistka    | 50. | 24 lutego 1980       | Detroit            | Dywanowa (hala) | Billie Jean King       | 0:6, 3:6                                                       |
| Finalistka    | 51. | 9 marca 1980         | Dallas             | Dywanowa (hala) | Martina Navrátilová    | 3:6, 2:6                                                       |
| Finalistka    | 52. | 15 czerwca 1980      | Chichester         | Trawiasta       | Chris Evert            | 3:6, 7:6(4), 5:7                                               |
| Zwyciężczyni  | 70. | 7 lipca 1980         | Wimbledon          | Trawiasta       | Chris Evert            | 6:1, 7:6(4)                                                    |
| Finalistka    | 53. | 28 listopada 1982    | Sydney             | Trawiasta       | Martina Navrátilová    | 0:6, 6:3, 1:6                                                  |

### Gra podwójna 91 (53–38)
| Końcowy wynik     | Nr  | Data                 | Turniej            | Nawierzchnia    | Partnerka               | Przeciwniczki                              | Wynik finału                                     |
| ----------------- | --- | -------------------- | ------------------ | --------------- | ----------------------- | ------------------------------------------ | ------------------------------------------------ |
| Finalistka        | 1.  | 13 października 1968 | Launceston         | Ceglana         | Patricia Edwards        | Kerry Harris Karen Krantzcke               | 2:6, 5:7                                         |
| Finalistka        | 2.  | 25 kwietnia 1970     | Sutton             | Ceglana         | Patricia Edwards        | Joyce Barclay-Williams Margaret Court      | 2:6, 1:6                                         |
| Finalistka        | 3.  | 13 czerwca 1970      | Beckenham          | Trawiasta       | Patricia Edwards        | Patti Hogan Peggy Michel                   | 3:6, 4:6                                         |
| Zwyciężczyni      | 1.  | 5 listopada 1970     | Toowoomba          | Ceglana         | Patricia Edwards        | Anne Coleman Margeret Tesch                | 7:6, 6:4                                         |
| Finalistka        | 5.  | 1 stycznia 1971      | Christchurch       | Trawiasta       | Gail Sherriff Chanfreau | Kathleen Harter Winnie Shaw                | 4:6, 6:4, 5:7                                    |
| Zwyciężczyni      | 2.  | 4 stycznia 1971      | Perth              | Trawiasta       | Margaret Court          | Winnie Shaw Virginia Wade                  | 6:4, 7:5                                         |
| Zwyciężczyni      | 3.  | 14 stycznia 1971     | Australian Open    | Trawiasta       | Margaret Court          | Joy Emerson Lesley Hunt                    | 6:0, 6:0                                         |
| Zwyciężczyni      | 4.  | 7 marca 1971         | Auckland           | Trawiasta       | Margaret Court          | Lesley Turner Bowrey Winnie Shaw           | 7:6, 6:0                                         |
| Zwyciężczyni      | 5.  | 4 kwietnia 1971      | Durban             | Twarda          | Margaret Court          | Kerry Harris Winnie Shaw                   | 3:6, 6:3, 6:3                                    |
| Zwyciężczyni      | 6.  | 17 kwietnia 1971     | Johannesburg       | Twarda          | Margaret Court          | Brenda Kirk Laura Rossouw                  | 6:3, 6:2                                         |
| Zwyciężczyni      | 7.  | 1 maja 1971          | Sutton             | Ceglana         | Joyce Barclay-Williams  | Shirley Bloomer Jill Cooper                | 6:4, 6:3                                         |
| Finalistka        | 5.  | 15 maja 1971         | Hurlingham         | Ceglana         | Margaret Court          | Rosie Casals Billie Jean King              | 1:6, 4:6                                         |
| Finalistka        | 6.  | 22 maja 1971         | Bournemouth        | Ceglana         | Margaret Court          | Mary–Ann Curtis Françoise Durr             | 3:6, 7:5, 4:6                                    |
| Finalistka        | 7.  | 4 lipca 1971         | Wimbledon          | Trawiasta       | Margaret Court          | Rosie Casals Billie Jean King              | 3:6, 2:6                                         |
| Finalistka        | 8.  | 11 lipca 1971        | Dublin             | Trawiasta       | Margaret Court          | Betty Stöve Lesley Turner Bowrey           | 5:7, 1:6                                         |
| Finalistka        | 9.  | 18 lipca 1971        | Hoylake            | Trawiasta       | Margaret Court          | Rosie Casals Billie Jean King              | walkower                                         |
| Zwyciężczyni      | 8.  | 24 lipca 1971        | Leicester          | Trawiasta       | Judy Tegart Dalton      | Barbara Hawcroft Patti Hogan               | 8:6, 6:4                                         |
| Finalistka        | 10. | 15 sierpnia 1971     | Toronto            | Ceglana         | Lesley Turner Bowrey    | Rosie Casals Françoise Durr                | 3:6, 2:6                                         |
| Zwyciężczyni      | 9.  | 18 października 1971 | Edynburg           | Dywanowa (hala) | Julie Heldman           | Patti Hogan Nell Truman                    | 6:3, 6:0                                         |
| Finalistka        | 11. | 24 października 1971 | Billingham         | Dywanowa (hala) | Julie Heldman           | Françoise Durr Virginia Wade               | 3:6, 6:4, 2:6                                    |
| Finalistka        | 12. | 29 października 1971 | Londyn             | Twarda (hala)   | Julie Heldman           | Françoise Durr Virginia Wade               | 6:3, 5:7, 3:6                                    |
| Finalistka        | 13. | 7 listopada 1971     | Aberavon           | Dywanowa (hala) | Julie Heldman           | Françoise Durr Virginia Wade               | 5:7, 4:6                                         |
| Zwyciężczyni      | 10. | 14 listopada 1971    | Torquay            | Dywanowa (hala) | Julie Heldman           | Françoise Durr Virginia Wade               | 7:6, 6:4                                         |
| Zwyciężczyni      | 11. | 21 listopada 1971    | Londyn             | Dywanowa (hala) | Julie Heldman           | Françoise Durr Virginia Wade               | 7:5, 6:4                                         |
| Finalistka        | 14. | 12 grudnia 1971      | Brisbane           | Trawiasta       | Janet Young             | Helen Gourlay Cawley Kerry Harris          | 7:5, 5:7, 4:6                                    |
| Zwyciężczyni      | 12. | 19 grudnia 1971      | Brisbane           | Ceglana         | Janet Young             | Barbara Hawcroft Wendy Turnbull            | 6:2, 6:1                                         |
| Zwyciężczyni      | 13. | 9 stycznia 1972      | Sydney             | Trawiasta       | Patricia Edwards        | Lesley Turner Bowrey Virginia Wade         | 6:1, 6:2                                         |
| Zwyciężczyni      | 14. | 23 stycznia 1972     | Adelaide           | Trawiasta       | Olga Morozowa           | Kerry Hogarth Marilyn Tesch                | 6:3, 6:0                                         |
| Zwyciężczyni      | 15. | 6 lutego 1972        | Perth              | Trawiasta       | Barbara Hawcroft        | Olga Morozowa Janet Young                  | 3:6, 6:4, 6:3                                    |
| Zwyciężczyni      | 16. | 9 kwietnia 1972      | Johannesburg       | Twarda          | Helen Gourlay           | Joyce Barclay-Williams Winnie Shaw         | 6:4, 6:4                                         |
| Zwyciężczyni      | 17. | 14 maja 1972         | Bournemouth        | Ceglana         | Helen Gourlay           | Brenda Kirk Betty Stöve                    | 7:5, 6:1                                         |
| Zwyciężczyni      | 18. | 20 maja 1972         | Guildford          | Ceglana         | Helen Gourlay           | Joyce Barclay-Williams Winnie Shaw         | 6:2, 6:1                                         |
| Finalistka        | 15. | 15 lipca 1972        | Dublin             | Trawiasta       | Karen Krantzcke         | Brenda Kirk Pat Walkden-Pretorius          | 3:6, 10:8, 2:6                                   |
| Zwyciężczyni      | 19. | 22 lipca 1972        | Hoylake            | Trawiasta       | Helen Gourlay           | Brenda Kirk Pat Walkden-Pretorius          | tytuł wspólny, mecz nie odbył się                |
| Zwyciężczyni      | 20. | 6 sierpnia 1972      | Cincinnati         | Ceglana         | Margaret Court          | Brenda Kirk Pat Walkden-Pretorius          | 6:4, 6:1                                         |
| Zwyciężczyni      | 21. | 13 sierpnia 1972     | Indianapolis       | Ceglana         | Lesley Hunt             | Margaret Court Pam Teeguarden              | 6:2, 6:1                                         |
| Zwyciężczyni      | 22. | 20 sierpnia 1972     | Toronto            | Ceglana         | Margaret Court          | Brenda Kirk Pat Walkden-Pretorius          | 3:6, 6:3, 7:5                                    |
| Zwyciężczyni      | 23. | 26 listopada 1972    | Melbourne          | Ceglana         | Janet Young             | Patricia Coleman Sally Irvine              | 2:6, 6:4, 6:3                                    |
| Nierozstrzygnięte | 16. | 3 grudnia 1972       | Brisbane           | Trawiasta       | Janet Fallis            | Barbara Hawcroft Marilyn Tesch             | nierozegrany                                     |
| Finalistka        | 17. | 9 grudnia 1972       | Perth              | Trawiasta       | Lesley Hunt             | Margaret Court Kazuko Sawamatsu            | 2:6, 3:6                                         |
| Finalistka        | 18. | 17 grudnia 1972      | Adelaide           | Trawiasta       | Helen Gourlay           | Jewgienija Biriukowa Janet Young           | 3:6, 2:6                                         |
| Zwyciężczyni      | 24. | 14 stycznia 1973     | Auckland           | Trawiasta       | Janet Young             | Patricia Coleman Marilyn Tesch             | 6:1, 6:3                                         |
| Finalistka        | 19. | 4 marca 1973         | Fort Lauderdale    | Ceglana         | Janet Young             | Gail Sherriff Chanfreau Virginia Wade      | 6:4, 3:6, 2:6                                    |
| Zwyciężczyni      | 25. | 11 marca 1973        | Dallas             | Dywanowa (hala) | Janet Young             | Gail Sherriff Chanfreau Virginia Wade      | 6:2, 6:2                                         |
| Finalistka        | 20. | 18 marca 1973        | Boston             | Dywanowa (hala) | Janet Young             | Maryna Kroszyna Olga Morozowa              | 2:6, 4:6                                         |
| Finalistka        | 21. | 22 kwietnia 1973     | St. Petersburg     | Ceglana         | Janet Young             | Chris Evert Jeanne Evert                   | 2:6, 6:7                                         |
| Finalistka        | 22. | 13 maja 1973         | Bournemouth        | Ceglana         | Janet Young             | Patricia Coleman Wendy Turnbull            | 5:7, 5:7                                         |
| Zwyciężczyni      | 26. | 19 maja 1973         | Lee-on-Solent      | Ceglana         | Janet Young             | Jackie Fayter-Hough Peggy Michel           | 6:1, 6:2                                         |
| Zwyciężczyni      | 27. | 15 lipca 1973        | Düsseldorf         | Ceglana         | Janet Young             | Helga Niessen Masthoff Heide Orth          | tytuł wspólny, mecz nie odbył się                |
| Finalistka        | 23. | 22 lipca 1973        | Kitzbühel          | Ceglana         | Janet Young             | Aleksandra Iwanowa Olga Morozowa           | 6:2, 4:6, 2:6                                    |
| Finalistka        | 24. | 12 sierpnia 1973     | Cincinnati         | Ceglana         | Janet Young             | Ilana Kloss Pat Walkden-Pretorius          | 6:7, 6:3, 2:6                                    |
| Zwyciężczyni      | 28. | 26 sierpnia 1973     | Toronto            | Ceglana         | Peggy Michel            | Martina Navrátilová Helga Niessen Masthoff | 6:3, 6:2                                         |
| Zwyciężczyni      | 29. | 11 września 1973     | Hilton Head Island | Dywanowa (hala) | Margaret Court          | Chris Evert Billie Jean King               | 3:6, 6:3, 6:4                                    |
| Zwyciężczyni      | 30. | 16 września 1973     | Charlotte          | Ceglana         | Janet Young             | Ilana Kloss Martina Navrátilová            | 6:2, 6:0                                         |
| Zwyciężczyni      | 31. | 16 grudnia 1973      | Perth              | Trawiasta       | Peggy Michel            | Margaret Court Janet Young                 | walkower                                         |
| Zwyciężczyni      | 32. | 1 stycznia 1974      | Australian Open    | Trawiasta       | Peggy Michel            | Kerry Harris Kerry Melville                | 7:5, 6:3                                         |
| Zwyciężczyni      | 33. | 13 stycznia 1974     | Auckland           | Trawiasta       | Janet Young             | Peggy Michel Wendy Turnbull                | 7:6, 6:1                                         |
| Zwyciężczyni      | 34. | 14 kwietnia 1974     | Sarasota           | Ceglana         | Chris Evert             | Tory Fretz Ceci Martinez                   | 6:2, 6:2                                         |
| Finalistka        | 25. | 21 kwietnia 1974     | St. Petersburg     | Ceglana         | Chris Evert             | Olga Morozowa Betty Stöve                  | 4:6, 2:6                                         |
| Zwyciężczyni      | 35. | 6 lipca 1974         | Wimbledon          | Trawiasta       | Peggy Michel            | Helen Gourlay Karen Krantzcke              | 3:6, 2:6                                         |
| Zwyciężczyni      | 36. | 3 listopada 1974     | Hilton Head Island | Dywanowa (hala) | Virginia Wade           | Chris Evert Billie Jean King               | 3:6, 6:4, 6:3                                    |
| Zwyciężczyni      | 37. | 30 listopada 1974    | Brisbane           | Trawiasta       | Peggy Michel            | Vicki Lancaster Cecilia Martinez           | 6:1, 6:2                                         |
| Zwyciężczyni      | 38. | 8 grudnia 1974       | Adelaide           | Trawiasta       | Peggy Michel            | Martina Navrátilová Kazuko Sawamatsu       | 6:3, 4:6, 7:5                                    |
| Zwyciężczyni      | 39. | 22 grudnia 1974      | Sydney             | Trawiasta       | Peggy Michel            | Olga Morozowa Martina Navrátilová          | 6:7, 6:4, 6:1                                    |
| Zwyciężczyni      | 40. | 1 stycznia 1975      | Australian Open    | Trawiasta       | Peggy Michel            | Margaret Court Olga Morozowa               | 7:6, 7:6                                         |
| Zwyciężczyni      | 41. | 12 stycznia 1975     | Auckland           | Trawiasta       | Wendy Turnbull          | Laura DuPont Ceci Martinez                 | 6:3, 4:6, 6:4                                    |
| Finalistka        | 26. | 16 marca 1975        | Houston            | Dywanowa (hala) | Virginia Wade           | Françoise Durr Betty Stöve                 | 6:2, 3:6, 6:7(2)                                 |
| Zwyciężczyni      | 42. | 30 marca 1975        | Filadelfia         | Dywanowa (hala) | Betty Stöve             | Rosie Casals Billie Jean King              | 4:6, 6:4, 7:6(3)                                 |
| Zwyciężczyni      | 43. | 6 maja 1975          | Hilton Head        | Ceglana         | Virginia Wade           | Rosie Casals Olga Morozowa                 | 4:6, 6:4, 6:2                                    |
| Finalistka        | 27. | 22 czerwca 1975      | Eastbourne         | Trawiasta       | Peggy Michel            | Julie Anthony Olga Morozowa                | 2:6, 4:6                                         |
| Zwyciężczyni      | 44. | 19 września 1975     | Tokio              | Dywanowa (hala) | Margaret Court          | Helen Gourlay Ann Kiyomura                 | 6:1, 7:5                                         |
| Finalistka        | 28. | 24 października 1975 | Hilton Head Island | Dywanowa (hala) | Virginia Wade           | Rosie Casals Chris Evert                   | 5:7, 1:6                                         |
| Finalistka        | 29. | 2 listopada 1975     | Sztokholm          | Dywanowa (hala) | Virginia Wade           | Françoise Durr Betty Stöve                 | 3:6, 4:6                                         |
| Finalistka        | 30. | 9 listopada 1975     | Paryż              | Dywanowa (hala) | Virginia Wade           | Françoise Durr Betty Stöve                 | 6:2, 0:6, 3:6                                    |
| Finalistka        | 31. | 16 listopada 1975    | Londyn             | Twarda (hala)   | Virginia Wade           | Françoise Durr Betty Stöve                 | 4:6, 6:7                                         |
| Zwyciężczyni      | 45. | 21 grudnia 1975      | Sydney             | Trawiasta       | Helen Gourlay Cawley    | Heidi Eisterlehner Helga Niessen Masthoff  | 6:3, 4:6, 6:3                                    |
| Zwyciężczyni      | 46. | 4 stycznia 1976      | Australian Open    | Trawiasta       | Helen Gourlay Cawley    | Lesley Turner Bowrey Renáta Tomanová       | 8:1                                              |
| Finalistka        | 32. | 2 lutego 1976        | Chicago            | Dywanowa (hala) | Martina Navrátilová     | Olga Morozowa Virginia Wade                | 7:6(4), 4:6, 4:6                                 |
| Zwyciężczyni      | 47. | 10 października 1976 | Hilton Head        | Ceglana         | Sue Barker              | Martina Navrátilová Virginia Wade          | 4:6, 6:2, 6:4                                    |
| Finalistka        | 33. | 21 sierpnia 1977     | Toronto            | Ceglana         | Rosie Casals            | Linky Boshoff Ilana Kloss                  | 2:6, 3:6                                         |
| Zwyciężczyni      | 48. | 1 października 1977  | Hilton Head        | Ceglana         | Kerry Reid              | Dianne Fromholtz Virginia Wade             | 5:7, 6:1, 6:4                                    |
| Zwyciężczyni      | 49. | 20 listopada 1977    | Sydney             | Trawiasta       | Betty Stöve             | Kerry Reid Greer Stevens                   | opady deszczu, tytuł wspólny                     |
| Zwyciężczyni      | 50. | 27 listopada 1977    | Melbourne          | Trawiasta       | Betty Stöve             | Patricia Bostrom Kym Ruddell               | 6:3, 6:0                                         |
| Zwyciężczyni      | 51. | 17 grudnia 1977      | Sydney             | Trawiasta       | Helen Gourlay Cawley    | Mona Guerrant Kerry Reid                   | 6:0, 6:0                                         |
| Zwyciężczyni      | 52. | 31 grudnia 1977      | Australian Open    | Trawiasta       | Helen Gourlay Cawley    | Mona Guerrant Kerry Reid                   | tytuł wspólny, mecz nie odbył się, opady deszczu |
| Zwyciężczyni      | 53. | 5 lutego 1978        | Chicago            | Dywanowa (hala) | Betty Stöve             | Rosie Casals JoAnne Russell                | 6:1, 6:4                                         |
| Finalistka        | 34. | 12 marca 1978        | Dallas             | Dywanowa (hala) | Betty Stöve             | Martina Navrátilová Anne Smith             | 3:6, 6:7(2)                                      |
| Finalistka        | 35. | 19 marca 1978        | Boston             | Dywanowa (hala) | Betty Stöve             | Billie Jean King Martina Navrátilová       | 3:6, 2:6                                         |
| Finalistka        | 36. | 13 maja 1979         | Rzym               | Ceglana         | Kerry Reid              | Betty Stöve Wendy Turnbull                 | 3:6, 4:6                                         |
| Finalistka        | 37. | 27 maja 1979         | Berlin             | Ceglana         | Kerry Reid              | Rosie Casals Wendy Turnbull                | 2:6, 5:7                                         |
| Finalistka        | 38. | 4 kwietnia 1982      | Palm Beach Gardens | Ceglana         | Betty Stöve             | Rosie Casals Wendy Turnbull                | 1:6, 6:7                                         |

### Gra mieszana 9 (7–2)
| Końcowy wynik | Nr | Data                 | Turniej            | Nawierzchnia    | Partner           | Przeciwnicy                        | Wynik finału                      |
| ------------- | -- | -------------------- | ------------------ | --------------- | ----------------- | ---------------------------------- | --------------------------------- |
| Zwyciężczyni  | 1. | 13 czerwca 1970      | Beckenham          | Trawiasta       | Bob Giltinan      | Annette Van Zyl Frew McMillan      | tytuł wspólny, mecz nie odbył się |
| Zwyciężczyni  | 2. | 5 listopada 1970     | Toowoomba          | Ceglana         | Bob Giltinan      | Patricia Edwards Ross Case         | 7:5, 6:4                          |
| Zwyciężczyni  | 3. | 11 lipca 1971        | Dublin             | Trawiasta       | Fred Stolle       | Margaret Court Owen Davidson       | 6:3, 6:2                          |
| Zwyciężczyni  | 4. | 24 lipca 1971        | Leicester          | Trawiasta       | Bob Hewitt        | Helen Gourlay Hank Irvine          | 6:2, 6:2                          |
| Zwyciężczyni  | 5. | 4 czerwca 1972       | French Open        | Ceglana         | Kim Warwick       | Françoise Durr Jean-Claude Barclay | 6:2, 6:4                          |
| Finalistka    | 1. | 7 lipca 1972         | Wimbledon          | Trawiasta       | Kim Warwick       | Rosie Casals Ilie Năstase          | 4:6, 4:6                          |
| Zwyciężczyni  | 6. | 25 listopada 1973    | Johannesburg       | Twarda          | Jürgen Fassbender | Ilana Kloss Bernard Mitton         | 6:3, 6:2                          |
| Finalistka    | 2. | 3 listopada 1974     | Hilton Head Island | Dywanowa (hala) | Rod Laver         | Billie Jean King Stan Smith        | 6:3, 2:6, 5:7                     |
| Zwyciężczyni  | 7. | 24 października 1975 | Hilton Head Island | Dywanowa (hala) | Rod Laver         | Rosie Casals Ilie Năstase          | 6:3, 6:3                          |

## Występy w Turnieju Mistrzyń

### W grze pojedynczej
| Rok         | Rezultat    | Rywalka             | Wynik         |
| 1974        | Zwycięstwo  | Chris Evert         | 6:3, 6:4      |
| 1975        | 4. miejsce  | Virginia Wade       | 5:8           |
| 1976        | Zwycięstwo  | Chris Evert         | 6:3, 5:7, 6:3 |
| 1978        | Finał       | Martina Navrátilová | 6:7(5), 4:6   |
| 1979 Toyota | Ćwierćfinał | Wendy Turnbull      | 1:2 krecz     |
| 1980        | Półfinał    | Martina Navrátilová | 2:6, 6:3, 0:6 |
| 1983        | 1. runda    | Pam Shriver         | 1:6, 3:6      |

## Występy w turnieju WTA Doubles Championships
| Rok  | Rezultat | Partnerka   | Przeciwniczki                        | Wynik         |
| 1978 | Półfinał | Betty Stöve | Billie Jean King Martina Navrátilová | 6:4, 3:6, 4:6 |